# Samsung Music Hub
Music Hub foi um serviço de música baseado em nuvem lançado pela Samsung. Permitia que os usuários ouvissem música em uma variedade de dispositivos Samsung.
De acordo com seu site, o serviço visava criar uma experiência integrada (móvel e web) para ouvir música.